# Vuur Mixtape
De Vuur Mixtape is een promo cd van The Opposites voor hun eerste album genaamd De Fik Erin. Het album bevat een aantal nummers die later zouden verschijnen op De Fik Erin: Wat Staar Je, Wat Moet Je Van Mij, Geen Do en Fok Jou. Het album is gratis te downloaden op de site van The Opposites. De Mixtape bevat beats van een aantal bekende nummers.

## Tracklist
| #  | Titel                      | Lengte | Guest Performer(s)        | Beat                                    |
| -- | -------------------------- | ------ | ------------------------- | --------------------------------------- |
| 1  | Wat Staar Je               | 2:58   |                           |                                         |
| 2  | 1 Ding                     | 2:48   |                           | Amerie - 1 Thing                        |
| 3  | Jij Weet                   | 3:45   |                           | Jennifer Lopez - Get Right              |
| 4  | Wat Moet Je Van Mij        | 2:42   |                           | Nas - Get Down                          |
| 5  | Nou Wat                    | 3:09   | Klaas                     |                                         |
| 6  | Hey Hey                    | 2:26   |                           | 50 Cent ft. Tony Yayo - I Run New York  |
| 7  | Mag Ik Mee Met Jou         | 2:14   |                           |                                         |
| 8  | Geen Do                    | 1:18   |                           |                                         |
| 9  | Vieze Fur (Skit)           | 0:21   |                           |                                         |
| 10 | ??!S&#S?!                  | 2:16   | De Jeugd van Tegenwoordig |                                         |
| 11 | Wat Willen Ze Doen         | 4:08   | Lloyd & Klaas             |                                         |
| 12 | Bring 'Em Out              | 3:40   | Darryl, QF & Nina         | T.I. - Bring 'Em Out                    |
| 13 | Fok Jou                    | 1:15   |                           |                                         |
| 14 | Vuur                       | 2:21   |                           |                                         |
| 15 | Brand Modderfokker Brand   | 1:42   | Darryl                    | 50 Cent - Just A Lil Bit                |
| 16 | Suzanne                    | 4:15   |                           | 2 Pac - Hit Em Up                       |
| 17 | Diamanten Zijn Voor Altijd | 3:52   |                           | Kanye West - Diamonds from Sierra Leone |
| 18 | Hou Je Smoel               | 4:37   |                           | Fat Joe ft. Tony Sunshine - All I Need  |